# Chorągiew Buławy Wielkiej Koronnej
Chorągiew Buławy Wielkiej Koronnej – oddział jazdy armii koronnej wojska I Rzeczypospolitej.
Chorągiew wchodziła w skład 1 Brygady Kawalerii Narodowej w Dywizji Ukraińskiej i Podolskiej, a od 1780 w skład 3 Brygady Kawalerii Narodowej w Dywizji Ukraińskiej i Podolskiej. W 1782 przeniesiona do 2 Brygady KN w Dywizji Ukraińskiej i Podolskiej, a w 1788 ponownie weszła w skład 3 Brygady tejże dywizji. Jesienią 1789 weszła w skład 1 Brygady KN w Dywizji Wołyńskiej i Kijowskiej.

## Żołnierze chorągwi
Rotmistrz:
- Franciszek Ksawery Branicki (1774-)

Porucznicy:
- Franciszek Nielepiec (1777-III 1777),
- Jan Maszkiewicz (1777-1789)
- Aleksander Ciągliński (1790-1791)
- Stanisław Baniowski (1791-1792)